# Беліз (річка)
Беліз (англ. Belize River) — річка у Гватемалі і Белізі. Довжина 290 км. Бере початок у північно-східної частині Гватемали як річка Моран, тече на північний схід, впадає в Карибське море біля міста Беліз. На березі річки також розташована столиця Белізу місто Бельмопан.